# 王崇炳
王崇炳（1653年—1739年），字虎文，号鹤潭，浙江东阳鹤州后田（今横锦水库）人。
唐代僖宗年间吏部尚书王宏之後。顺治癸已二月十二日出生，少负才名，一生科舉不利，雍正年間方為貢生。主講丽正书院。晚年“殷殷于乡邦文献之传惟恐失坠”，著有《金华文略》。另有《学耨堂文集》、《学耨堂诗集》、《广性理吟》、《东湖讲义》、《四书口谈》、《历朝怀古》等。乾隆己未正月初六卒。